# Parmena algirica
Parmena algirica är en skalbaggsart som beskrevs av François Louis Nompar de Caumont de Laporte 1840. Parmena algirica ingår i släktet Parmena och familjen långhorningar. Inga underarter finns listade i Catalogue of Life.